# Garnerin Point
Der Garnerin Point ist eine Landspitze an der Danco-Küste des Grahamlands auf der Antarktischen Halbinsel. Sie liegt südöstlich der Pelseneer-Insel am Ufer der Wilhelmina Bay.
Teilnehmer der Belgica-Expedition (1897–1899) unter der Leitung des belgischen Polarforschers Adrien de Gerlache de Gomery kartierten ihn erstmals. Das UK Antarctic Place-Names Committee benannte ihn 1960 nach dem französischen Luftfahrtpionier André-Jacques Garnerin (1770–1825), dem 1797 der erste erfolgreiche Absprung mittels Fallschirm aus einem Ballon gelang.